# N-Phenylhydroxylamin
N-Phenylhydroxylamin ist eine chemische Verbindung aus der Gruppe der Hydroxylaminderivate.

## Gewinnung und Darstellung
N-Phenylhydroxylamin kann durch die Reduktion von Nitrobenzol mit Zink in Gegenwart von Ammoniumchlorid hergestellt werden.
{\displaystyle \mathrm {C_{6}H_{5}NO_{2}+2\ Zn+3\ H_{2}O\longrightarrow C_{6}H_{5}NHOH+2\ Zn(OH)_{2}} }
Im menschlichen Körper tritt die Verbindung nach Exposition gegenüber Nitrobenzol bei dessen Abbau durch Darmbakterien als Metabolit auf.

## Eigenschaften
N-Phenylhydroxylamin ist ein gelber, brennbarer Feststoff.